# Saludos Amigos
Saludos Amigos és una pel·lícula d'animació de 1942, produïda per Walt Disney i emesa per RKO Radio Pictures. Situada a l'Amèrica Llatina, es compon de quatre segments diferents, dels quals dos són protagonitzats per l'Ànec Donald i un per Goofy. També presenta la primera aparició de José Carioca, el lloro de cigars brasilers. Saludos Amigos va ser prou popular com per que Walt Disney decidís fer una altra pel·lícula sobre l'Amèrica Llatina dos anys més tard, The Three Caballeros. Amb 42 minuts, és la pel·lícula d'animació més curta de Disney. Va obtenir crítiques positives i es va tornar a emetre en cinema el 1949, quan es va mostrar en una doble sessió amb la primera reedició de Dumbo de 1941.

## Segments de la pel·lícula
La pel·lícula presenta quatre segments diferents, cadascun dels quals inclou diversos clips d'artistes de Disney que recorren el país, dibuixant algunes de les cultures i paisatges locals.

### Lake Titicaca
En aquest segment, l'Ànec Donald, caracteritzat com un típic turista estatunidenc, visita el Llac Titicaca i es troba amb alguns dels habitants locals, fins i tot una llama.

### Pedro
Pedro és un petit avió antropomòrfic que viu amb els seus pares en un aeroport prop de Santiago de Xile, que participa en el seu primer vol per recuperar el correu de Mendoza, amb conseqüències desastroses. Aconsegueix tornar amb el correu al camp aeri, que resulta ser una única postal. RKO Pictures va llançar aquest segment particular com un curtmetratge el 13 de maig de 1955.
El dibuixant xilè Rene Rios Boettiger (conegut popularment com a "Pepo") va quedar decebut amb el personatge de Pedro que representava al seu país. Com a resposta, va desenvolupar el personatge Condorito, que va passar a convertir-se en un dels personatges de revistes còmiques més icòniques de l'Amèrica Llatina.

### El Gaucho Goofy
En aquest segment, el cowboy estatunidenc Goofy és atrapat misteriosament i transportat a la pampa argentina per aprendre les maneres del natiu gaucho. Aquest segment es va editar posteriorment per a la pel·lícula de la sèrie Gold Classic VHS Collection per eliminar una escena en què Goofy apareix fumant una cigarreta. Aquesta edició apareix de nou a la col·lecció Classic Caballeros Collection DVD. La versió totalment no editada està disponible com a funció de bonificació en el llançament de DVD de Walt & El Grupo després que molts aficionats ho haguessin demanat.

### Aquarela do Brasil
Aquarela do Brasil, el final de la pel·lícula, inclou un personatge totalment nou, José Carioca de Rio de Janeiro (Brasil), que mostra a l'Ànec Donald la seva cultura, prenent una copa de cachaça amb ell i introduint-lo a la samba (amb les melodies d'"Aquarela do Brasil" i "Tico-Tico no Fubá").

## Context de la producció
El 1941, l'estudi de Disney intenta trobar diners per sobreviure. Els llargmetratges anteriors estrenats a 1940, Pinotxo i Fantasia no van adonar els resultats esperats i ni tan sols van compensar la meitat dels costos de producció. Un altre llargmetratge, Bambi, portava diversos anys en producció i tenia un gran pressupost. Per obtenir alguns ingressos, l'estudi de Disney va llançar dues pel·lícules de baix pressupost amb l'esperança de completar altres projectes.
El primer projecte va ser The Reluctant Dragon, barrejant documentals i animació de la vida real, amb un pressupost reduït a 600.000 dòlars i el segon és Dumbo, facturant aproximadament 800.000 dòlars. Aquestes dues pel·lícules van permetre tenir, a causa dels seus costos reduïts, uns ingressos i acabar la producció de Bambi.
A principis de 1941, abans de l'entrada dels EUA a la Segona Guerra Mundial, el Departament d'Estat dels Estats Units va encarregar una gira de bona voluntat a Disney per l'Amèrica del Sud, destinada a fer-ne una pel·lícula per ser mostrada als Estats Units, Amèrica Central, i Amèrica del Sud com a part de la Política de Bons Veïns. El ratolí Mickey i altres personatges de Disney eren populars a l'Amèrica Llatina, i Walt Disney va actuar com a ambaixador. La pel·lícula en si va rebre garanties de préstecs federals per financiar quatre o cinc curtmetratges, perquè l'estudi de Disney s'havia ampliat massa abans que la guerra els tanqués els mercats europeus i perquè Disney lluitava amb el malestar laboral en aquell moment (inclosa la vaga d'animadors de Disney en el moment en què va començar el viatge de bona voluntat). La producció de la pel·lícula Bambi es va endarrerir tres mesos, mentre que alguns sindicalistes renunciaven o eren destituïts de l'estudi.

## Cançons de la pel·lícula
- Saludos Amigos  - Coral (música de Charles Wolcott, lletra de Ned Washington).[16]
- Aquarela do Brasil  - Solista (de Brasil Ary Barroso, lletra anglesa de S. K. Russell).[16]
- Tico Tico No Fuba  - José Carioca (després Tico Tico de Zequinha de Abreu, Aloysio Oliveira i Ervin Drake).[16]

## Distincions
El 1944, la pel·lícula va obtenir tres nominacions a l'Oscar:
- nominació a Oscar a la millor banda sonora (Edward H. Plumb, Paul J. Smith i Charles Wolcott)
- nominació a Oscar a la millor cançó original per a "Saludos Amigos" (Charles Wolcott i Ned Washington)
- nominació a Oscar al millor so (C.O. Slyfield).